# Rathaus Schöneberg (Berlins tunnelbana)
Rathaus Schöneberg (U-Bahnhof Rathaus Schöneberg) är en station i Berlins tunnelbana som ligger i anslutning till Rathaus Schöneberg och Schönebergs stadspark Rudolph-Wilde-Park.
Stationen öppnades under namnet Stadtpark 1908 i vad som då var den självständiga staden Schönebergs tunnelbana, dagens linje U4. Utmärkande stationen är att den är en sällsynt blandning av en station ovan och under jord genom att den ligger i en sänka tillsammans med Schönebergs stadspark. Den formgavs av Johann Emil Schaudt som även var arkitekten bakom KaDeWe.
Stationen förstördes under andra världskriget men återuppbyggdes 1951. Stationen har persienner men dessa används inte längre. Stationen restaurerades 2002 varpå den nuvarande entrén samt en nödutgång byggdes.

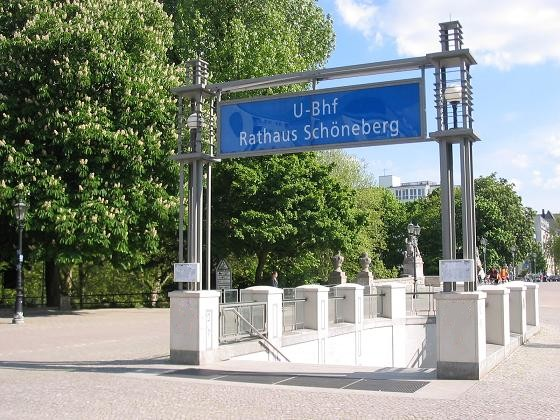
Entrén
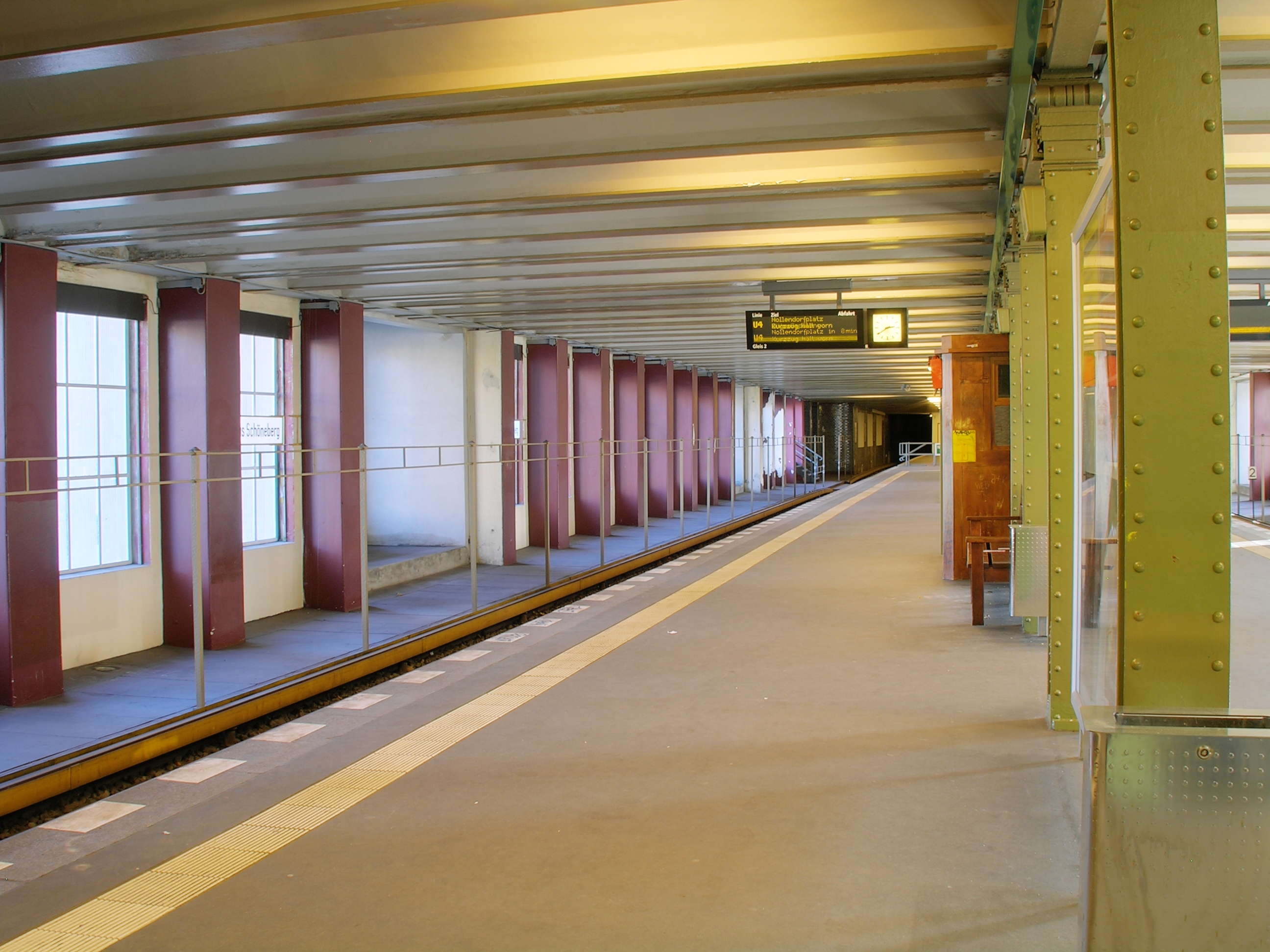
Perrongen med fönster mot Schönebergs stadspark
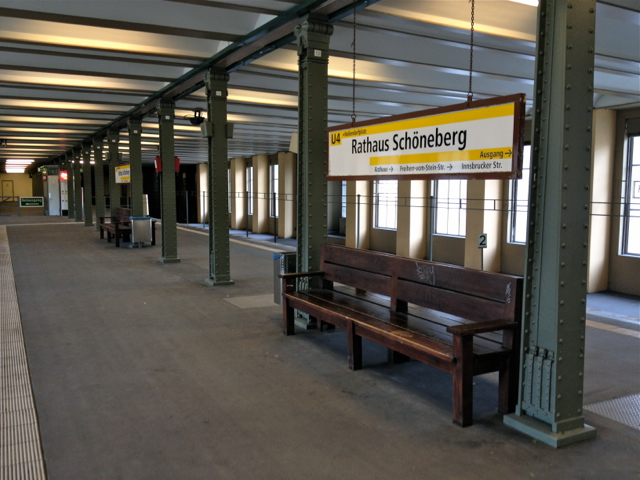
Bänk och stationsskylt
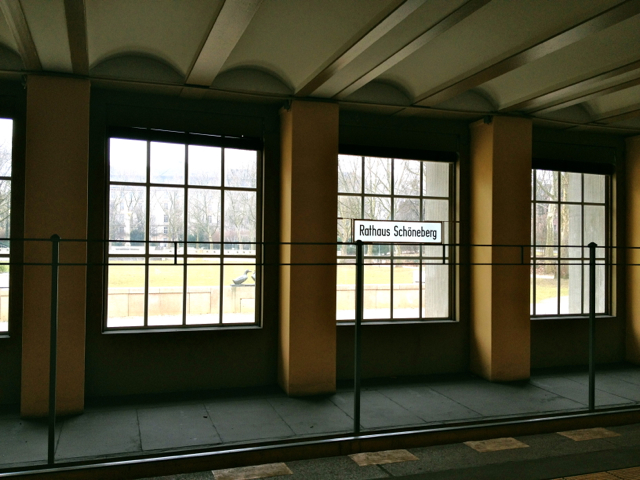
Blick mot Schönebergs stadspark Rudolph-Wilde-Park